# Assistierte Spontanatmung
Die Assistierte Spontanatmung, englisch Assisted Spontaneous Breathing (ASB) oder Inspirationsassistenz, ist eine Beatmungsform in der Intensivmedizin, bei der das Druckniveau eines Beatmungsgeräts nach Beginn einer vom Patienten begonnenen spontanen Inspiration (Einatmung) angehoben und damit die Eigenatmung unterstützt wird.
Man nutzt diese Beatmungsform als unterstützende Beatmung, der Patient atmet also selbst. Er steuert die Atemfrequenz nach seinem eigenen Empfinden, und das Beatmungsgerät unterstützt die Einatmung durch einen voreingestellten Druck. Diesen Druck, den das Gerät aufbringt, muss der beatmete Patient also selbst nicht aufbringen. Es genügt, ein wenig einzuatmen, und das Gerät ergänzt den begonnenen Atemzug.
Ausgelöst wird die Beatmung durch einen sogenannten Trigger (Auslöser). Der Patient erzeugt am Beginn der Einatmung selbst einen Atemgasfluss, den das Beatmungsgerät erkennt (sog. Fluss-Trigger). Der Fluss wird vom Gerät erfasst. Überschreitet der vom Patienten erzeugte Atemgasfluss die voreingestellte Schwelle, also das eingestellte Triggerniveau, so drückt das Atemgerät mit dem voreingestellten höheren Druck Atemluft für eine bestimmte Zeit in den Beatmeten und erleichtert so den Atemzug.
Ältere Geräte arbeiten mit einem sog. Druck-Trigger, d. h. der Patient muss das Druckniveau der Ausatemphase um einen voreingestellten Wert unterschreiten. Diese Trigger-Art ist mit einer höheren Anstrengung für den Patienten verbunden.
ASB lässt sich gut mit den Beatmungsformen BIPAP und CPAP kombinieren. Es bietet vor allem im Weaning (Abtrainieren von der Beatmungsmaschine) eine gut anpassbare Atemunterstützung für den Patienten und ist somit ein hilfreiches Element, um den Patienten wieder zur Spontanatmung, also zur maschinenunabhängigen Atmung, zu führen.

## Notwendige Kontrollparameter zur Überwachung
- Atemfrequenz (Respiration)
- Atemminutenvolumen und spontanes Atemminutenvolumen (die beiden müssen nicht identisch sein, denn bei BIPAP-Beatmung ist es möglich, dass der Respirator, also das Beatmungsgerät, Atemfrequenzen vornimmt und der Patient keine eigenen Atemaktionen durchführt)
- Atemzugvolumen inspiratorisch (bei der Einatmung) und exspiratorisch (bei der Ausatmung), im Fachbegriff wird von Tidalvolumen gesprochen
- Blutgase und Sauerstoffsättigung
- Stressparameter wie Blutdruck, Puls und Schwitzen

Es ist also dringend angezeigt, dass ein Patient, der Unterstützung bei der Atmung benötigt, auf einer Intensivstation im Krankenhaus betreut wird, da nur hier die Überwachung sämtlicher Parameter gewährleistet ist. Außerdem werden nur auf Intensivstationen Beatmungsgeräte bereitgehalten, die Menschen in ihrer Atemarbeit unterstützen können. Natürlich sind auch Notarzt- und Rettungswagen mit einer Beatmungseinheit ausgestattet, welche heute zumeist ebenfalls die Möglichkeit der assistieren Beatmung bieten.  Im Rahmen der Erstversorgung von Patienten spielt ASB eine zunehmend wichtige Rolle, insbesondere bei der Notfallversorgung von Patienten mit einer akut exazerbierten COPD oder bei Lungenödem. Im Rahmen der CoVid19-Pandemie haben zudem die Verlegungseinsätze von schwer lungenerkrankten Patienten zugenommen, bei denen differenzierte Beatmungsmuster und auch ASB erforderlich sind. Alle modernen Notfallbeatmungsgeräte in Rettungs- und Notarztwagen sind dazu in der Lage.
Im weiteren Verlauf, bei stabiler Beatmungssituation und Allgemeinzustand des Patienten, kann, bei voraussichtlich länger notwendiger Beatmung (z. B. bei Querschnittlähmung oder Amyotropher Lateralsklerose) diese auch zu Hause durchgeführt werden. Dazu ist die dauerhafte Anwesenheit eines Pflegedienstes, der auf Heimbeatmung spezialisiert ist, vonnöten.

## Einstellparameter am Beatmungsgerät
- Triggerschwelle, entweder ein Drucktrigger (wird meist zwischen −0,5 und −1 mbar festgelegt) oder ein Flowtrigger (meist eine Flowgeschwindigkeit um 3 l/min (1–5 l/min))
- ASB Druck, auch Hilfsdruck genannt (beginnend kann ein vom Zustand des Patienten abhängiger ASB von bspw. 22 eingestellt werden, der beim Weaning reduziert wird, weniger als 8 mbar sind unüblich)
- PEEP-Druck (variiert je nach Bedarf des Patienten; wird so klein wie möglich eingestellt; oft wird die Beatmung mit einem PEEP von 5 mbar begonnen und später ausgeleitet, selten liegt der PEEP darunter, gelegentlich – abhängig vom Krankheitsbild – auch stark darüber)

Einstellungen werden von einem Arzt oder einer versierten Pflegekraft vorgenommen, wobei die Haftung beim Arzt liegt. Verändert sich die Situation des Patienten (z. B. bei pulmonaler Erschöpfung) so ist eine Anpassung der Beatmungsparameter vorzunehmen.

## Kontraindikationen und Grenzen des ASB
Es gibt keine Kontraindikation für ASB. Bei jeder Beatmungsform, die dies zulässt, kann man die nötigen Einstellungen vornehmen. Allerdings kommt es auf die Sedierungstiefe und Compliance des Patienten an, ob ASB funktioniert. Wie oben bereits beschrieben, handelt es sich um eine Druckunterstützung, die bei spontaner Atmung über den Hilfsdruck Atemunterstützung bereitstellt. Hat der Patient keine eigene Atemtätigkeit, so wird er das Angebot des Hilfsdrucks nicht wahrnehmen. Dann ist er intubationspflichtig, mit kompletter  manueller o. maschineller Beatmung:  druck- oder volumemkontrolliert.
Inzwischen gilt als Kontraindikation: Herzinsuffizienz (Siehe Diskussion).